# Fiege (Familienname)
Fiege ist ein deutscher Familienname.

## Herkunft und Bedeutung
Fiege ist als Familienname in der mittelniederdeutschen Schreibweise Vyghe für das Jahr 1382 belegt. Die mittelniederdeutsche Variation Vighe ist für 1477 belegt. Diese stammen aus dem heutigen Niedersachsen und Bremen (Adelsgeschlecht Fiege bzw. Fiegen). Für beide Schreibweisen gibt es Belege für die Nutzung als Pflanzenname aus derselben Zeit, für die Frucht des Feigenbaums (mittelniederdeutsch Vyghe oder Vighe, niederdeutsch Fige, mittelhochdeutsch vīge, neuhochdeutsch Feige).
Die heute verbreitete Schreibweise Fiege ist für 1518 belegt.
Eine Bedeutung im Sinne des heutigen Adjektivs feige ist wegen der deutlich unterschiedlichen historischen Sprachformen  (mittelniederdeutsch vēge, fēge oder veige; mittelhochdeutsch veic) für Fiege eher abwegig, für die ähnlichen Familiennamen Feige oder Feig aber möglicherweise anwendbar.

## Namensträger
- Albert Fiege (1921–2016), deutscher Politiker (SPD)
- Hartwig Fiege (1901–1997), deutscher Pädagoge, Historiker und Publizist
- Karl-Heinz Fiege (* 1928), deutscher Schauspieler
- Kurt Fiege (1897–1983), deutscher Geologe

## Verwandte Namen und Varianten
- Fiegen
- Fiegenbaum
- Feige (Familienname)
- Feigenbaum